# ملپس، چشر
ملپس (به انگلیسی: Malpas) یک شهرک، محله مدنی و روستا در بریتانیا است که در چشر غربی و چستر واقع شده‌است. ملپس ۱٬۶۷۳ نفر جمعیت دارد.